# Samuel Lillo
Samuel A. Lillo Figueroa (Lota, 13 de fevereiro de 1870 — Santiago, 13 de outubro de 1958) foi um poeta chileno.
Pertenceu ao Ateneo de Santiago e exerceu grande influência na vida literária de seu tempo.

## Sua produção literária
- Poesías (1900).
- Antes y hoy, poesías (1905)
- Canciones de Arauco (1908)
- Chile heroico (1911)
- La Concepción, poema (1911)
- Canto a la América Latina (1913)
- Canto a Vasco Núñez de Balboa (1914)
- Canto lírico a la lengua castellana (1916)
- A Isabel la Católica (1916)
- Literatura chilena (1918)
- Bajo la Cruz del Sur, poemas (1926)
- Cantos filiales (1926)
- Ercilla y La Araucana, estudos (1928)
- Fuente secreta, poesia (1933)
- Campanario de humanidad, poema (1938)
- El río del tiempo (1942)
- Discursos patrióticos y académicos (1944)
- Espejo del pasado, história literária (1947)
- Lámpara evocadora, sonetos (1949)
- Primavera de antaño, poesia (1951)

## Prêmios
Samuel Lillo ganhou o Prêmio Nacional de Literatura do Chile em 1947.